# معركة الموصل 2014
هي مواجهات بدأت بمعركة بين قوات الجيش العراقي من جهة وبين تنظيم (داعش) وثوار العشائر وجيش رجال الطريقة النقشبندية حيث فرض ثوار العشائر سيطرتهم على الجانب الأيمن من مدينة الموصل 9 حزيران/يونيو 2014، وجاء هذا تكريساً للمساعي لاستعادة ما يسميه تنظيم (داعش) ب«الخلافة الإسلامية». وعلل البعض التعاطف الشعبي السني معهم نتيجة لأسباب عديدة وأبرزها ما سموه الطائفية والتهميش والمادة أربعة إرهاب واستمرار عمليات الاعتقالات العشوائية، ومن جهة أخرى يقول المعارضون لهذا الرأي أن ساحات الاعتصامات تم استغلالها من قبل التنظيم والمجموعات الخارجة عن السلطة العراقية وانحرفت عن المسار الصحيح.
فيما تقول الحكومة العراقية أن ما حصل في الموصل والمحافظات الأخرى هو خيانات أدت إلى انهزام الجيش العراقي من تلك المناطق ودخول تنظيم (داعش) من سوريا، وساعدهم عناصر التنظيم من العراقيين، وكذلك بعض السياسيين في الدولة العراقية على حد زعم الحكومة العراقية.
وفي يوم 10 حزيران سنة 2020، قال رئيس الوزراء مصطفى الكاظمي في الذكرى السادسة لسيطرة تنظيم داعش على الموصل «الفساد وسوء الإدارة كانا سببا بحصول الكوارث السابقة، وأن تحرير الموصل شارك فيه كل أبناء العراق، واختلطت فيه الدماء، وانتصرنا ببطولات قواتنا البطلة».
مما أدى لاضطهاد (ويتضمن ذلك قتل وتهجير ومصادرة ممتلكات واستعباد النساء واستباحتهن) الأقليات في تلك المحافظات من الشيعة والأيزيديين، والمسيحيين، وكذلك الجنود الأكراد والبيشمركة الكردية في بعض المناطق المتاخمة لوجود الأكراد العراقيين. وتدمير ممتلكات وجوامع وحسينيات ومراقد للأنبياء والأولياء في تلك المناطق، وكذلك قتل المعارضين لنهج التنظيم من السكان المحليين،
سميت معركة الموصل من قبل تنظيم داعش باسم غزوة أسد الله البيلاوي، والبيلاوي هو قائد معركة الموصل، وهو من عشيرة البوبالي قبيلة الدليم من مدينة الرمادي. واستولت داعش على 2300 عربة هامفي عسكرية مصفحة، والكثير من الأسلحة والعتاد بعد دخولها للموصل.

## خلفية
منذ ديسمبر كانون الأول عام 2013، جرت اشتباكات بين قوات التمرد وبين قوات الأمن العراقية، وكذلك تنظيم داعش الذي شن هجمات متكررة على مراكز الجيش في مناطق غرب العراق.
في أوائل يناير كانون الثاني عام 2014، تمكن تنظيم داعش من السيطرة على الفلوجة والرمادي، وكذلك العديد من مناطق محافظة الأنبار وقعت تحت سيطرتها. بعد ذلك، بدأ الجيش العراقي يشن هجوماً ضد محافظة الأنبار حيث معقل داعش بهدف استعادة المحافظة تحت سيطرة الحكومة.
في مطلع حزيران، بدأت داعش وثوار العشائر التقدم نحو المناطق الوسطى والشمالية من العراق في أعقاب حملة الجيش العراقي على محافظة الأنبار. في تلك المرحلة، كانت لا تزال في السيطرة على معظم الفلوجة والكرمة، وكذلك أجزاء من حديثة، جرف النصر، عانه، القائم، أبو غريب والعديد من المناطق الصغيرة في محافظة الأنبار.

## سقوط الموصل
في العاشر من يونيو/حزيران تمكن تنظيم داعش من السيطرة على مدينة الموصل وكذلك على منشئات حيوية في المدينة من أهمها مبنى محافظة نينوى والمطار، وقنوات تلفزيونية، وأعقب ذلك إطلاق ألف سجين من السجن المركزي، واتهمت أطراف رئيس الوزراء نوري المالكي بسقوط المدينة نتيجة اعتماده على قيادة عمليات نينوى التي لم تكن تطلع مجلس المحافظة على الخطط وأنه يستمع إلى تقارير استخباراتية ولا يستمع إلى القيادات المدنية في المحافظة.

### أسباب سقوط الموصل
ترجع أسباب سقوط الموصل إلى عدة عوامل شرحها الجنود الفارون من المعركة على قنوات الإعلام العربية والعالمية.
يأتي على رأسها عدم كفاءة ومهنية القادة اللائي هربوا تاركين جنودهم، وتعاطف السكان المحليين في الموصل مع القوات المهاجمة، بالإضافة سوء منظومة التنسيق والتوصل والترابط بين القيادة والجنود، كما أن عدم اكتراث القيادة العليا بتحذيرات المحافظ وقادة اقليم كردستان وتقاريرهم المرفوعة لرئاسة الوزراء التي اعتمدت كلية على تقارير القادة العسكريين الميدانيين حسب محافظ الموصل أثيل النجيفي ورئيس اقليم كردستان مسعود البرزاني.

### السيطرة على القنصلية التركية
في 11 حزيران/يونيو اختطف مسلحون 48 شخصاً بينهم القنصل التركي وهذا ما أدى إلى عقد اجتماع طارئ لحلف شمال الأطلسي حيث أن تركيا عضواً فيه، مالبث أن تم اطلاق 31 شخص منهم

### نتائج سقوط الموصل
بعد معركة الموصل أهتمت الصحافة العربية والعالمية بالنتائج المترتبة على معركة الموصل، ذلك ان القوات المهاجمة تحققت على مكاسب عسكرية وسياسية لا يمكن الاستهانة بها مطلقا فبات التنظيم الإرهابي الذي يدعو نفسه بالدولة الإسلامية والمعروف عالميا باسم داعش التنظيم الأكثر غنى في العالم ذلك أنه سيطر على فروع البنك المركزي العراقي في الموصل، بالإضافة إلى المعدات العسكرية الهائلة التي غنمها من مدافع ودبابات ومدرعات ومنصات قتالية بل حتى طائرات وصواريخ، وغيرها.

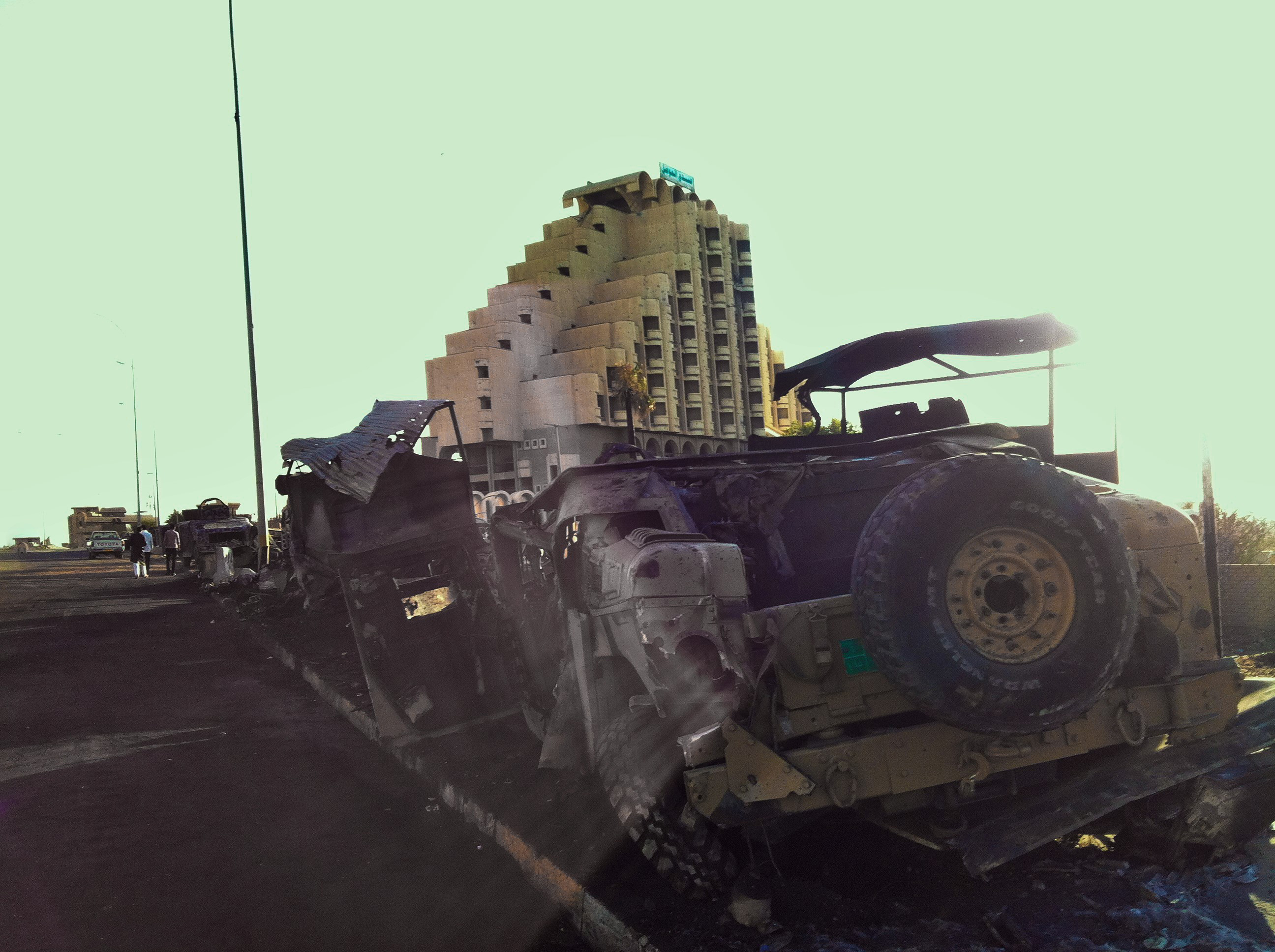
تحطم عربة همفي خلال حرب الموصل في 14 حزيران 2014

## محافظة كركوك
في 8 حزيران 2014، تقدم تنظيم داعش إلى شرق مدينة الموصل، واستولى على منطقة الحويجة، والزاب والرياض والعباسي وهي مناطق تقع غرب مدينة كركوك، وناحية رشاد وقرية ينكجة الواقعة إلى جنوبها بعد تراجع القوات العراقية.، وفي يوم 11 حزيران أعدمت قوات تنظيم داعش 15 جنديا عراقياً بعد أن تم أسرهم في مدينة كركوك، وفي اليوم التالي أي في 12 حزيران أعلنت قوات البشمركة عن فرض سيطرتها بشكل كامل على مدينة كركوك التي تعد من المناطق التابعة للحكومة الفيدرالية والتي أستولى عليها إقليم كردستان.

## محافظة صلاح الدين
سيطر ثوار العشائر المتمردين على مركز محافظة صلاح الدين مدينة تكريت العراقية مسقط رأس الرئيس الراحل صدام حسين، كما سيطروا على معظم أقضية ونواحي المحافظة ثم مالبثوا أن اسقطوا مقر الفرقة الرابعة في تكريت في الرابع عشر من حزيران بينما تزال القوات العراقية متحصنة في بعض الجيوب وأهمها مدينة سامراء ومصفاة النفط في بيجي.

## التحرك نحو بغداد
أعلن تنظيم داعش عن حملة هجمات على بغداد، وقد تمكنت مجموعة من التنظيم السيطرة على على ناحيتي السعدية وجلولاء وتبعدان تقريبًا 65 كيلومترًا عن شمال شرق بغداد.، واستمر تنظيم داعش بالتقدم نحو بغداد، وبعد ذلك أنسحب لاسباب غير معروفة، اصدرت بتاريخ 13 حزيران 2014 فتوى الجهاد الكفائي من المرجع السيستاني فهب الاف المتطوعين مجاناً للدفاع عن البلد حتى كونت القوات العراقية مدعومة بالحشد حزام دفاعي دعي بحزام بغداد ويتكون من قوات عسكرية متمركزة على محيط (أطراف بغداد)، وبعد ذلك قامت السلطات الدولية بعقد مؤتمر ضد الارهاب، فبدات عدة دول توجيه ضربات جوية على معسكرات تنظيم داعش ومنها الولايات المتحدة الأمريكية وفرنسا وبريطانيا.

## ردود أفعال
أعلنت كل من الولايات المتحدة الأمريكية وجامعة الدول العربية وقوفها مع حكومة نوري المالكي وتضامنها معه. بينما أبدى الأمين العام للأمم المتحدة قلقه من أحداث العنف في العراق.
وعلى المستوى الديني، دعا رجل الدين الشيعي علي سيستاني العراقيين إلى حمل السلاح لقتال داعش، فيما دعا رجل الدين السني العراقي عبد الملك السعدي ببيان يدين دعوة السيستاني أنها موجهة لحرب ضد السنة وليس الإرهابيين.
من جهته أعرب البابا فرنسيس عن قلقه للأحداث الأخيرة في العراق.